# Beethoven Haus
La Beethoven-Haus és un museu musical que es troba a Bonn, Alemanya, dedicat al compositor Ludwig van Beethoven. La seva seu es troba al carrer Bonngasse 20, el lloc de naixement del compositor. Els seus salons i les habitacions de la casa del costat "Im Mohren" - 18 Bonngasse - acullen la major col·lecció al món de documents, objectes materials de Beethoven.

## Beethoven-Archiv o Arxiu Beethoven
El Beethoven-Archiv o "Arxiu Beethoven", fa part del museu Beethoven-Haus, va ser fundat el 26 març de 1927, amb motiu del centenari de la mort de Beethoven, pel musicòleg Ludwig Schiedermair, que fou també el seu primer director i ocupa el càrrec fins a l'any 1945. És l'institut de recerca de la Beethoven-Haus i publica les investigacions i treballs realitzats sobre la vida i obra del compositor.
El 2009 va adquirir el manuscrit original de les Variacions Diabelli op.120 de Beethoven. Actualment, una versió digitalitzada d'aquesta obra està disponible a la pàgina web del museu.

## El Jardí
Al jardí de la Beethoven-Haus hi ha una col·lecció de bustos de Beethoven majoritàriament realitzats als inicis del segle xx.

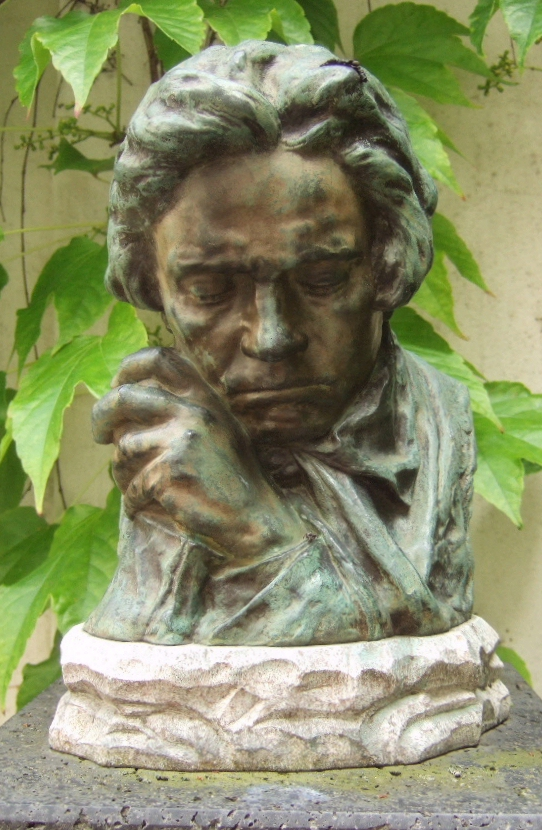
Pierre-Felix Masseau (1902)
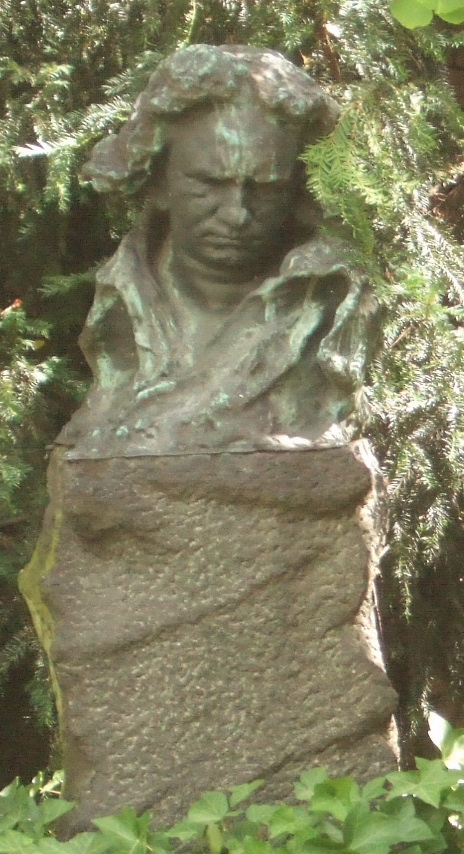
Naoum Aronson (1905)
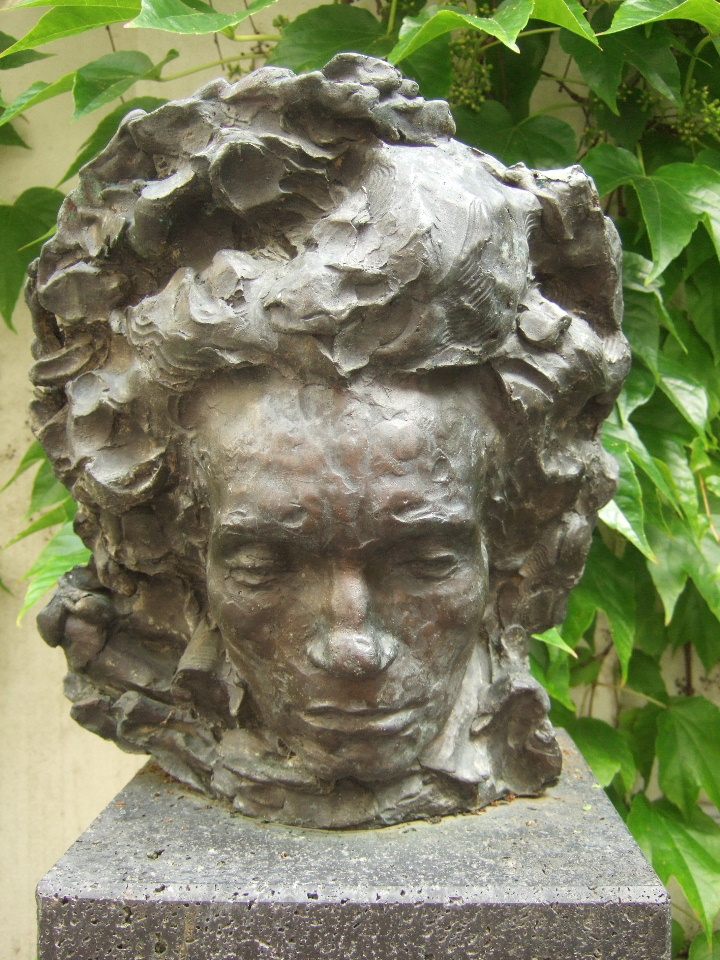
Fernando Cian (Primer trimestre del Segle XX)
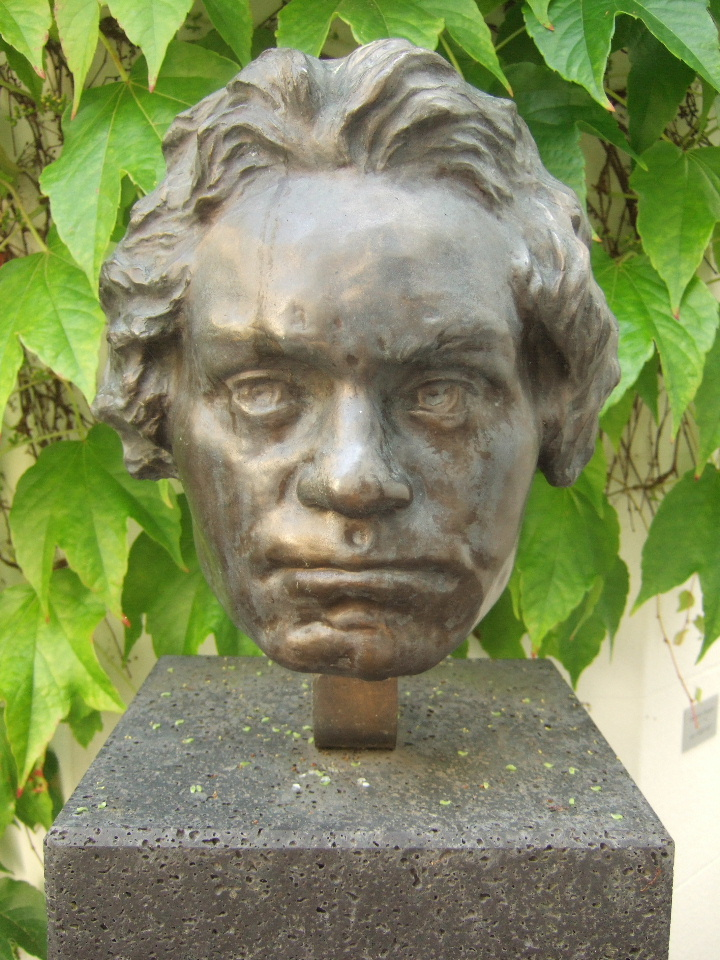
Wilhelm Hüsgen (1927/1929)
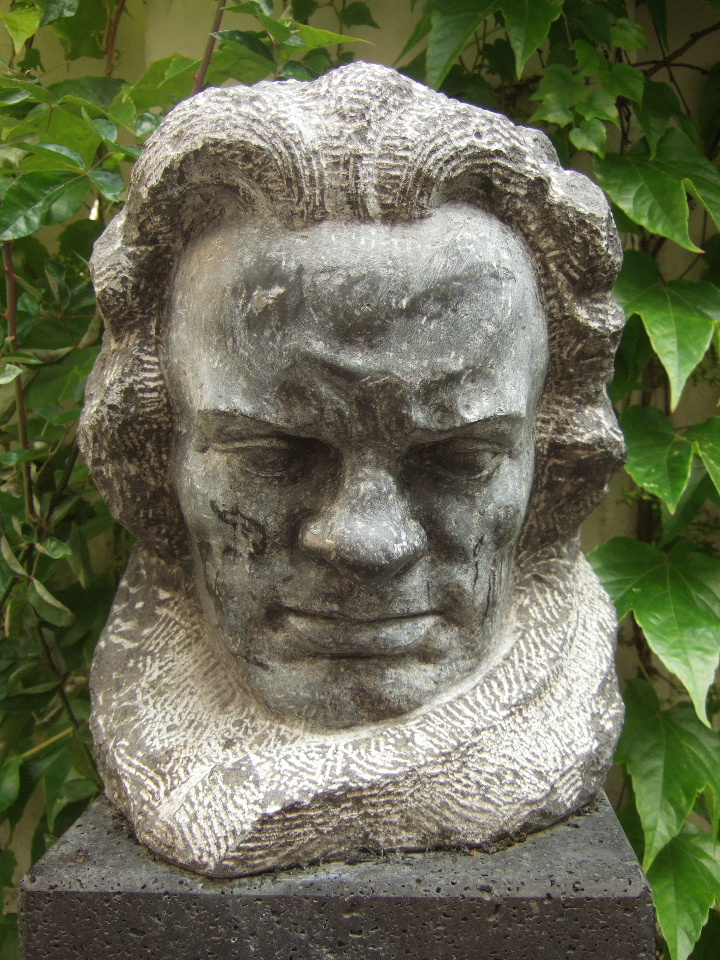
Eduard Merz (1945/1946)
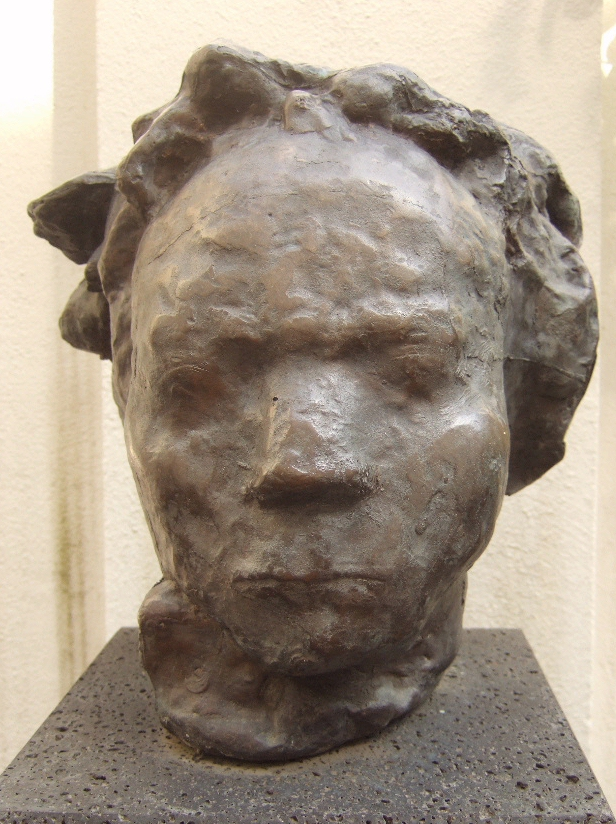
Lewon Konstantinowitsch Lasarew (1981)